# Karszyn
Karszyn – wieś w Polsce położona w województwie lubuskim, w powiecie zielonogórskim, w gminie Kargowa.
W latach 1975–1998 miejscowość administracyjnie należała do województwa zielonogórskiego.

## Zabytki
Do wojewódzkiego rejestru zabytków wpisany jest:
- kościół filialny rzymskokatolicki pod wezwaniem św. Jadwigi, zbudowany w 1792 roku, przebudowany w 1922 roku, z barokowym wnętrzem.

## Warto zobaczyć
- ścieżkę dydaktyczno-turystyczną "Zakątki Karszyna", której atrakcją jest powierzchniowy pomnik przyrody "Długosz Królewski", drzewostany różnowiekowe i wielogatunkowe.